# Voiture de luxe
Pour plus de détails, voir Fiche technique et Distribution.
Voiture de luxe (chinois : 江城夏日 ; pinyin : Jiāng chéng xià rì) est un film sino-français de Wang Chao, sorti en 2006. Il fait partie de la sélection officielle du festival de Cannes 2006 dans la section Un Certain Regard et a remporté le prix de la catégorie. Il a été produit par Rosem Films, Arte France Cinéma et Bai Bu Ting Media.

## Synopsis
Li Qi Ming, un instituteur, part à Wuhan à la recherche de son fils. Sa femme, sur le point de mourir, veut revoir leur enfant une dernière fois. N'ayant plus de nouvelles depuis longtemps, il réside chez sa fille Yanhong, hôtesse dans un bar de karaoké, qui le mettra en contact avec un policier qui pourra l'aider. Le père, le policier, la fille et son fiancé se retrouvent autour d'un même dîner. Le policier reconnaît le fiancé de Yanhong, un type qu'il a mis lui-même en prison dix ans auparavant...

## Fiche technique
- Titre : Voiture de luxe
- Titre original : 江城夏日 (Jiang cheng xia ri)
- Réalisation : Wang Chao
- Scénario : Wang Chao
- Producteur : Sylvain Bursztejn, Zhou Wei Si
- Format : Dolby SRD - 1.85 : 1 - 35 mm
- Photo : Liu Yong Hong
- Musique : Xiao He
- Montage : Tao Wen
- Société de distribution : LCJ Éditions et Productions
- Durée : 88 minutes
- Date de sortie : 2006

## Distribution
- Tian Yuan : Li Yanhong
- Wu You Cai : Li Qiming
- Li Yi Qing : le vieux policier
- Huang He : He Ge
- Cao Cheng : le frère de Li Xue Qin
- Li Li : A Li
- Wang Guo Qiang : monsieur Tang
- Wang Hong : le propriétaire du karaoké
- Cai Xiao Ming : monsieur Pang
- Lu Jing : la fille du karaoké
- Chen Yan : la deuxième fille du karaoké
- Tian Yu : l'homme dans la chambre
- Jiang Han Jun : un vigile
- Cai Mu Zi : un truand

## Distinctions
- Le film a obtenu le prix Un Certain Regard au Festival de Cannes 2006